# Dichrooscytus adamsi
Dichrooscytus adamsi är en insektsart som beskrevs av Knight 1968. Dichrooscytus adamsi ingår i släktet Dichrooscytus och familjen ängsskinnbaggar. Inga underarter finns listade i Catalogue of Life.